# 上華厳寺
上華厳寺（じょうけごんじ）は、中華人民共和国山西省大同市平城区にある仏教寺院。

## 歴史
上華厳寺は遼の重熙7年（1038年）に建立された。寺の名称は仏教教典『華厳経』から来ている。保大2年（1122年）の兵火で焼失した。金の天眷3年（1140年）は寺院を再建した。大定6年（1166年）、世宗が寺院に来て参拝した。
元の武宗時期、住職の慧明は寺院を再建した。元の末期、紅巾の乱の火難で、寺は全焼した。
明の初期は寺院を再建した。
清の順治5年（1648年）、火災で大雄宝殿・蔵経閣以外を焼失した。
1961年、中華人民共和国国務院は仏寺を全国重点文物保護単位に認定した。1983年、中華人民共和国国務院は仏寺を漢族地区仏教全国重点寺院に認定した。

## 伽藍
山門、天王殿、大雄宝殿、弥勒殿、観音殿、文殊殿、普賢殿、普光明殿、鐘楼、鼓楼、蔵経閣
大雄宝殿の殿内には明の5体の仏、20本の諸天の塑像があるほか、清の壁画が保存されている。

## 国宝
- 遼の塑像が31体
- 明の塑像が5体
- 清の壁画

## ギャラリー

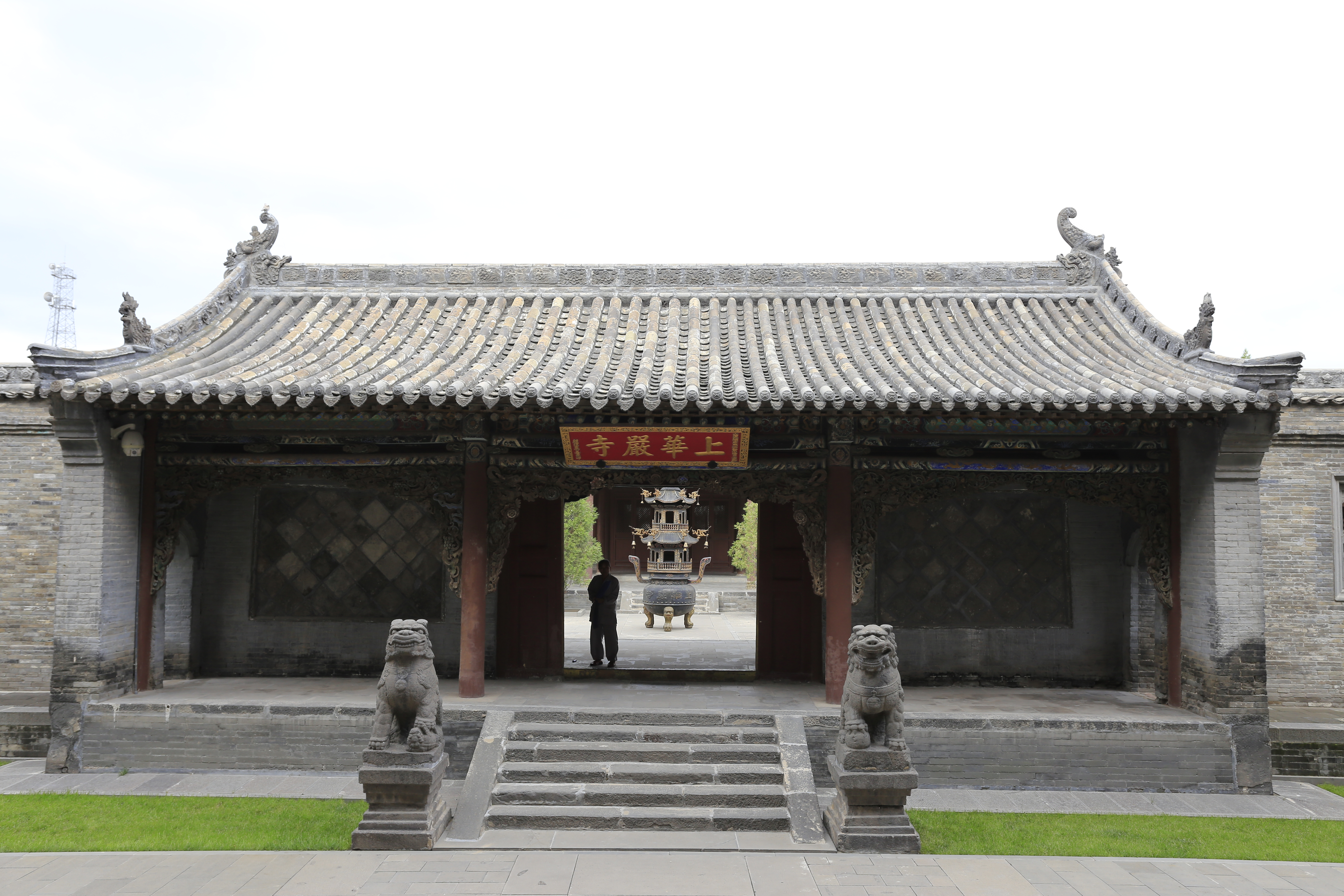
山門
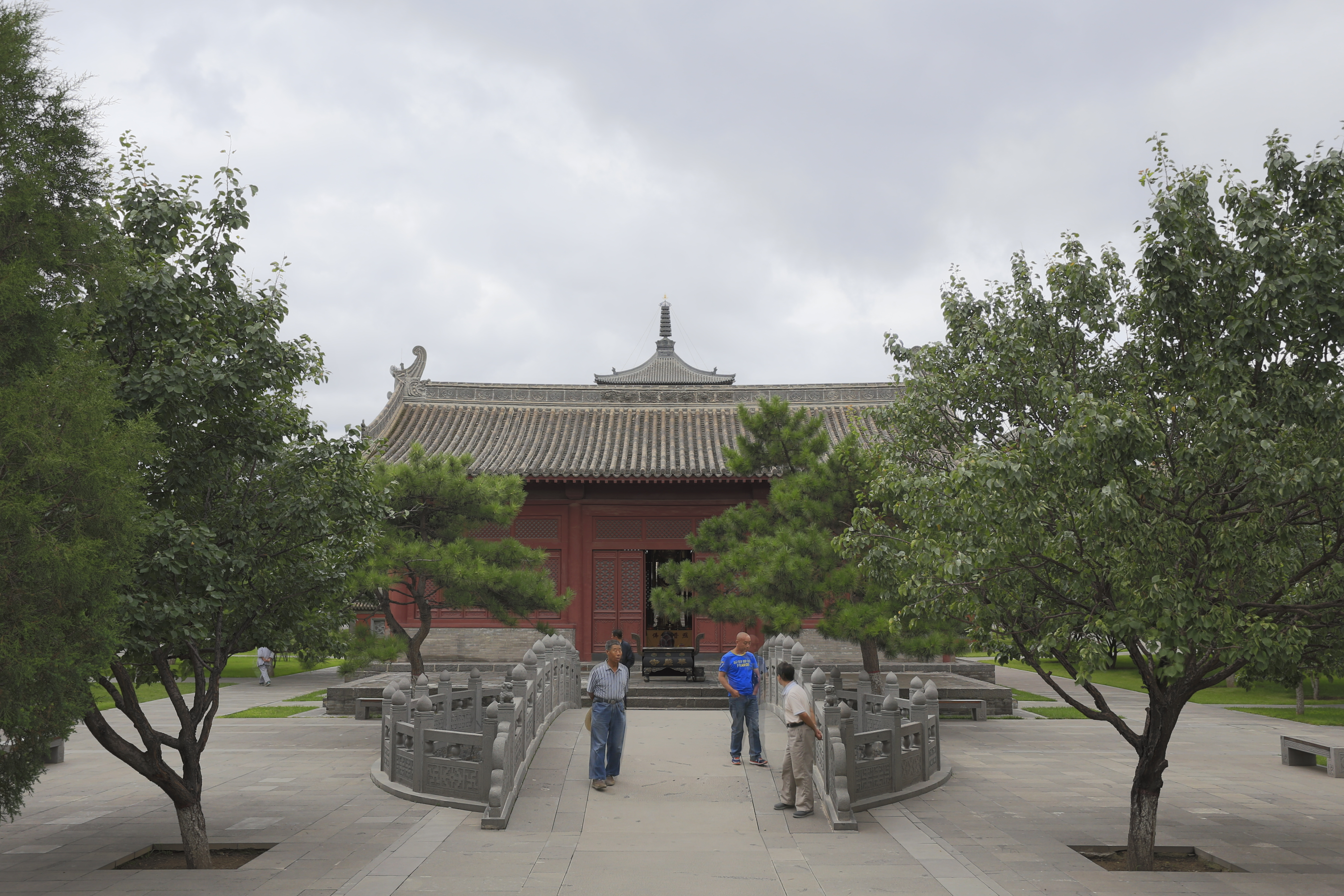
観音殿
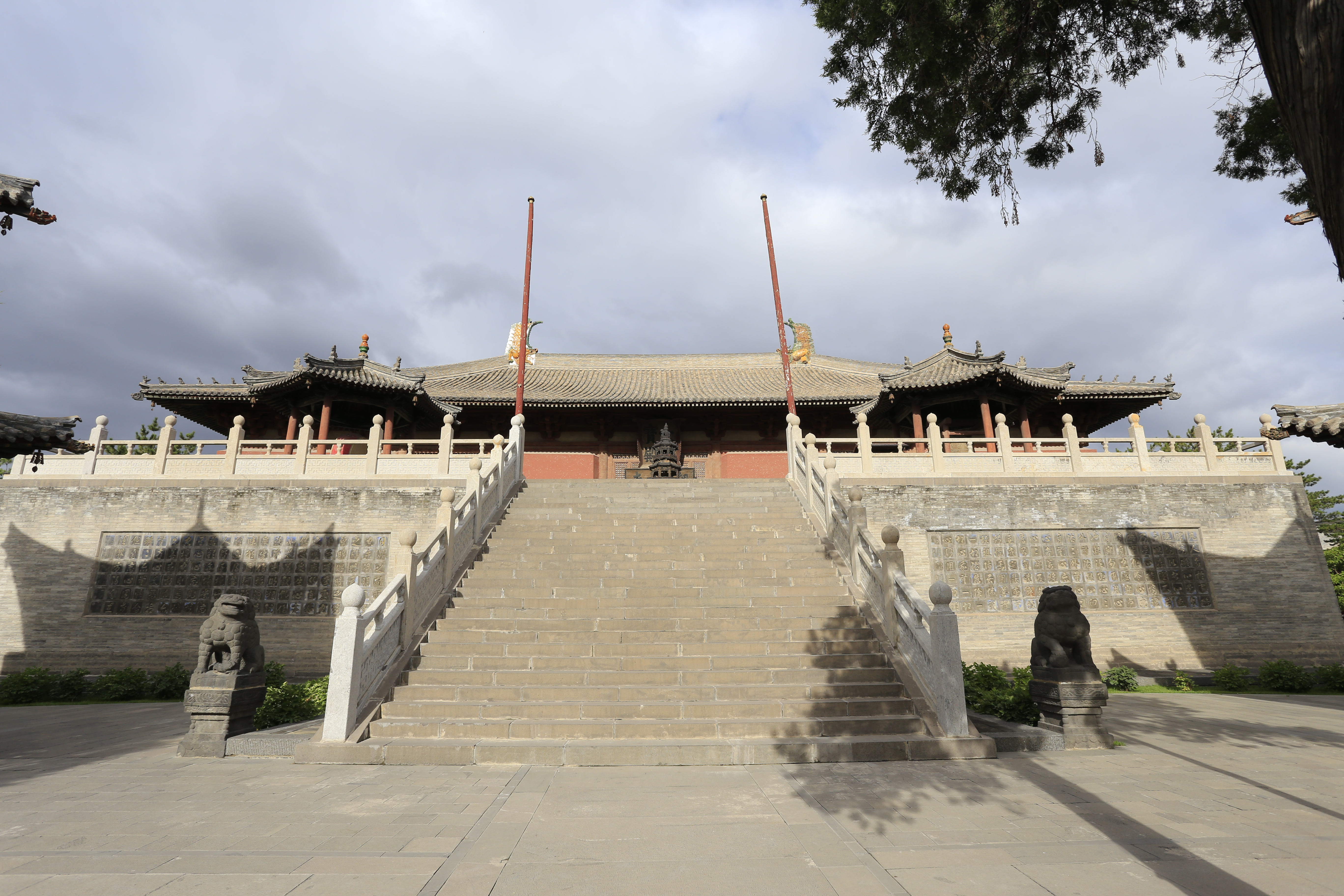
大雄宝殿
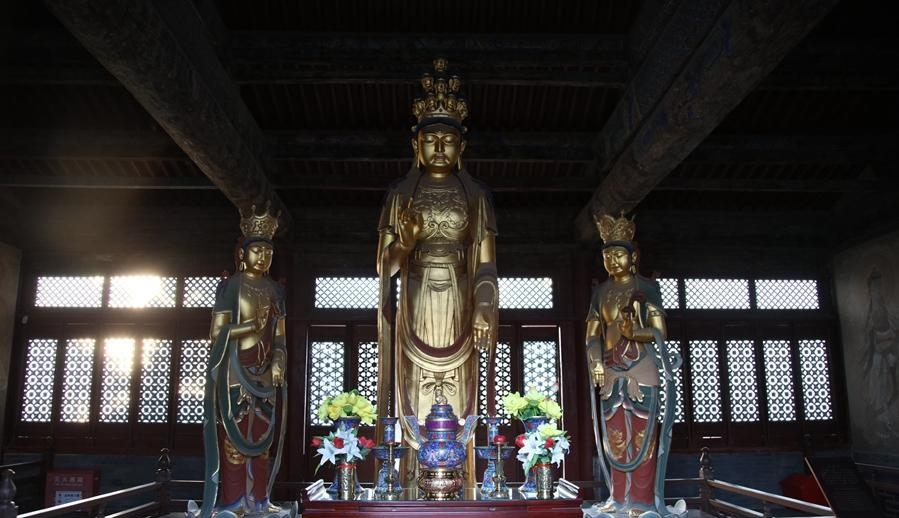
十一面観音像
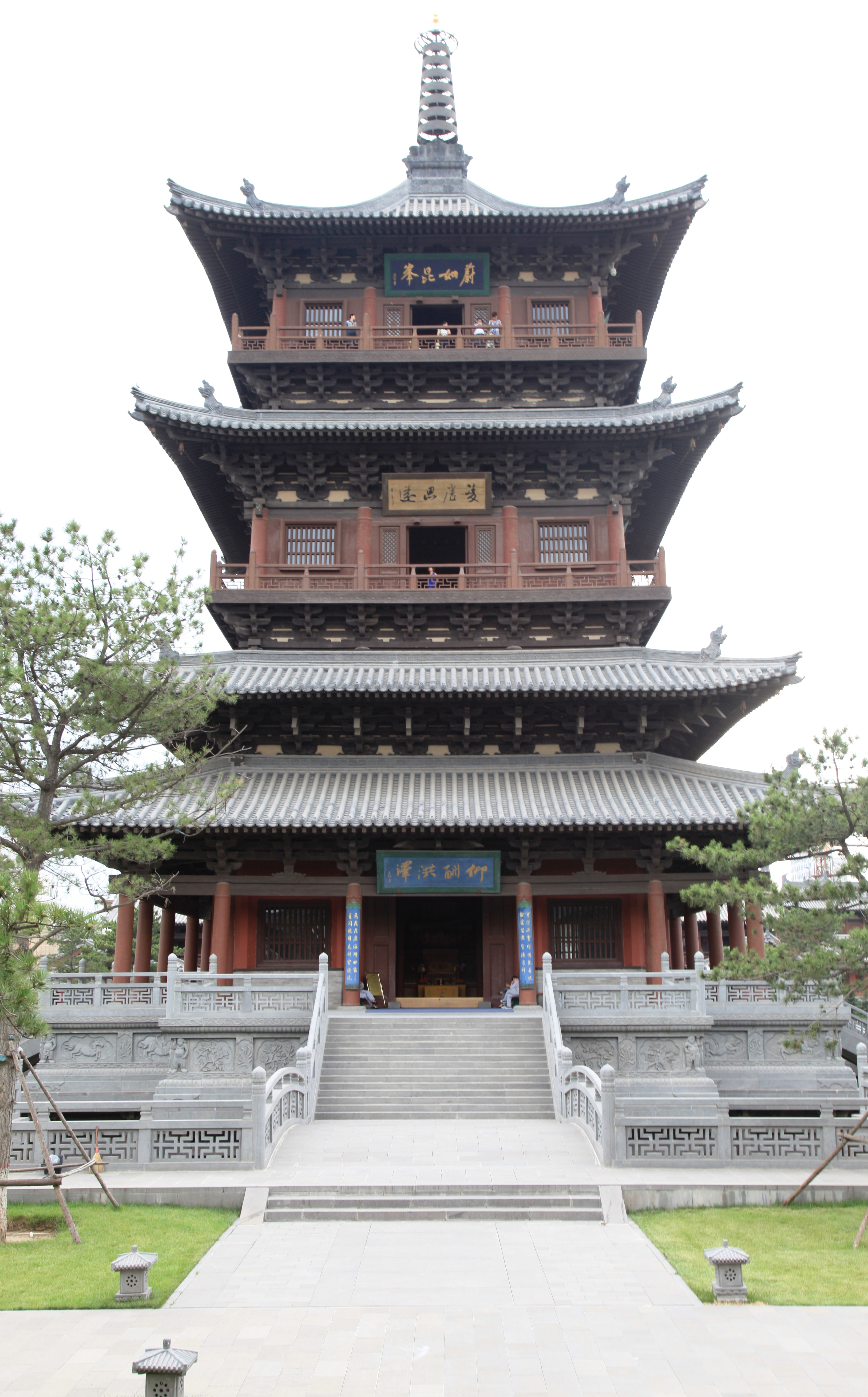
木造塔
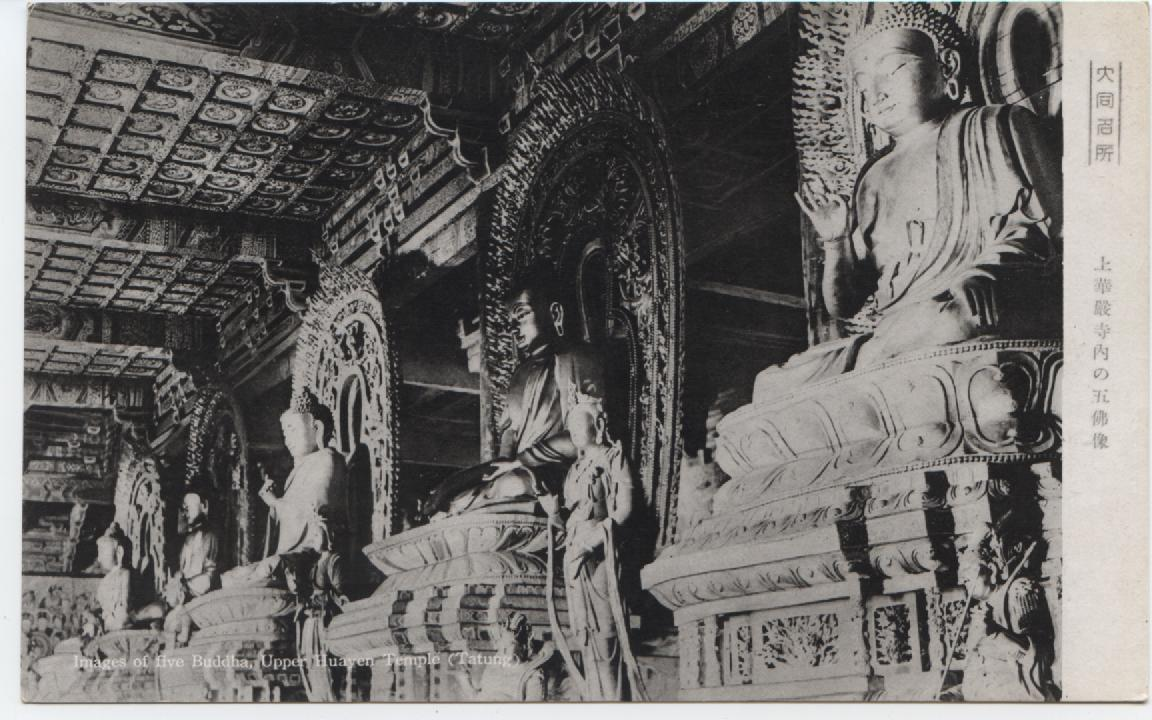
仏像
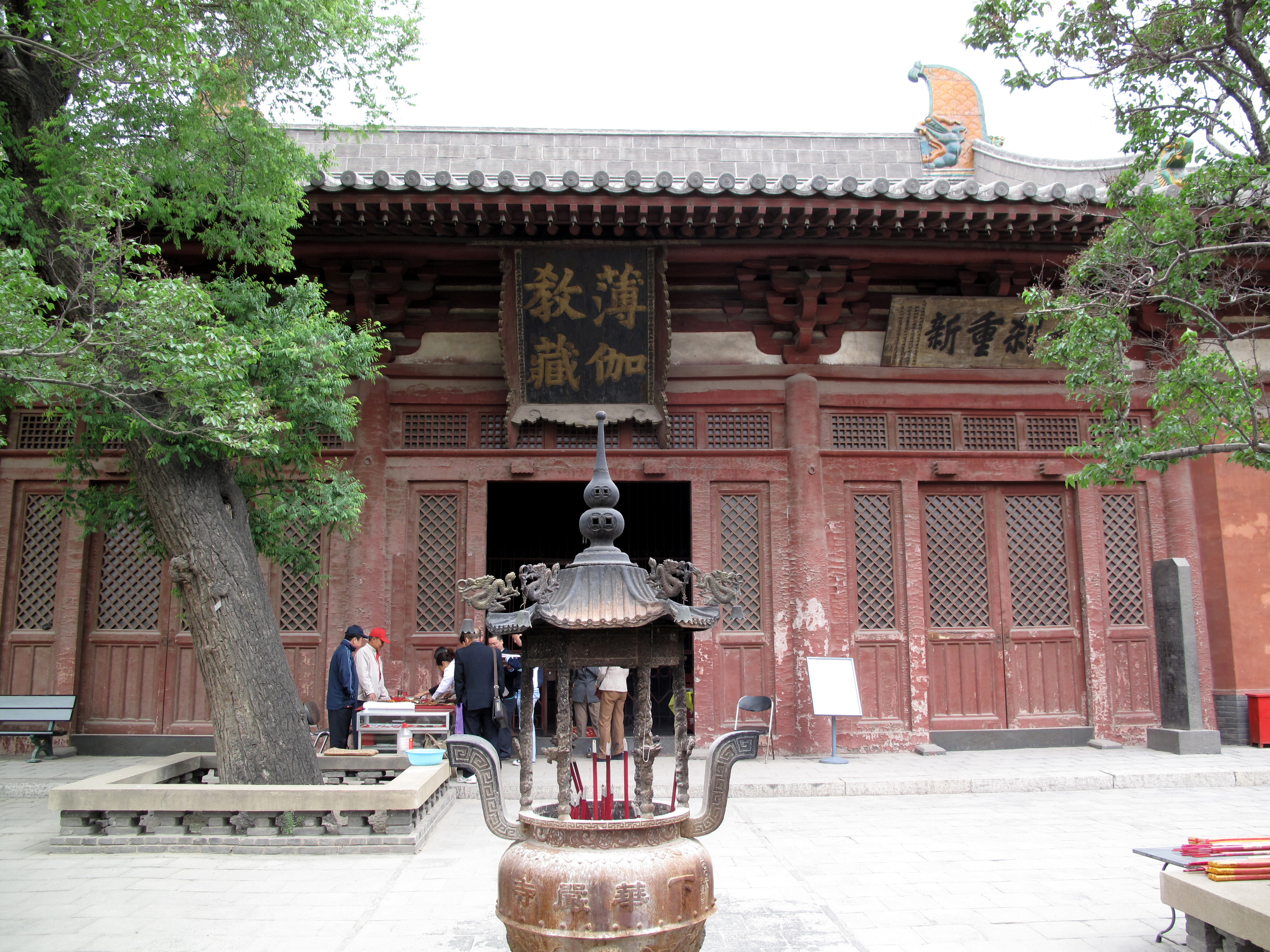
蔵経閣